# Carpoapseudes austroafricanus
Carpoapseudes austroafricanus is een naaldkreeftjessoort uit de familie van de Apseudidae. De wetenschappelijke naam van de soort is voor het eerst geldig gepubliceerd in 1940 door Barnard.